# Sfäriska cosinussatsen

Figur 1.

Den sfäriska cosinussatsen är en sats inom sfärisk trigonometri som säger att för en sfärisk triangel på en enhetssfär (en sfär med radien 1) gäller att (beteckningar enligt figur 1):
{\displaystyle \cos a=\cos b\cdot \cos c+\sin b\cdot \sin c\cdot \cos \alpha }
{\displaystyle \cos b=\cos a\cdot \cos c+\sin a\cdot \sin c\cdot \cos \beta } och
{\displaystyle \cos c=\cos a\cdot \cos b+\sin a\cdot \sin b\cdot \cos \gamma }
Notera här att längden av storcirkelbågarna a, b, och c är lika med respektive vinkel i sfärens origo (O) i radianer, det vill säga {\displaystyle a=\angle BOC}, {\displaystyle b=\angle AOC} och  {\displaystyle c=\angle AOB}, eftersom det är en enhetssfär. Om "sidlängderna" anges i radianer gäller satsen för sfäriska trianglar på alla sfärer.
Den sfäriska cosinussatsen är en sorts motsvarighet till plangeometrins cosinussats för trianglar och ju mindre den sfäriska triangeln är (det vill säga ju mindre vinklar i origo sidorna motsvarar), desto mer närmar sig sidorna räta linjer, och desto mer närmar sig den sfäriska cosinussatsen den plana cosinussatsen.
Om exempelvis {\displaystyle \gamma =90^{\circ }} är {\displaystyle \cos \gamma =0} fås en sfärisk "motsvarighet" till Pythagoras sats från den tredje ekvationen ovan:
{\displaystyle \cos c=\cos a\cdot \cos b}
Cosinus för "hypotenusan", det vill säga den motstående sidan till den räta vinkeln, är lika med produkten av cosinus för "kateterna", det vill säga det två övriga sidorna i den sfäriska triangeln.
Den sfäriska cosinussatsen har tillämpningar vid beräkningar på sfäriska ytor inom exempelvis astronomi, navigation och geodesi.
I den duala cosinussatsen har sidor och hörnvinklar "bytt plats" vilket ger en förvillande lik formel som lyder (beteckningar enligt figur 1):
{\displaystyle \cos \gamma =-\cos \alpha \cos \beta +\sin \alpha \sin \beta \cos c}

## Härledning

### Härledning med skalärprodukt

Figur 2.

Givet den blå sfäriska triangeln {\displaystyle \triangle ABC} på en enhetssfär med origo i {\displaystyle O} i figur 2. Låt ett kartesiskt koordinatsystem ha origo i {\displaystyle O}, vektorn {\displaystyle {\vec {OA}}} definiera dess z-axel samt projektionen av {\displaystyle {\vec {OB}}} på det mot z-axeln vinkelräta xy-planet definiera x-axelns riktning. Triangelsidorna {\displaystyle a}, {\displaystyle b} och {\displaystyle c} motsvarar vinklarna {\displaystyle \angle BOC}, {\displaystyle \angle AOC} respektive {\displaystyle \angle AOB} och hörnvinkeln i {\displaystyle A} är lika med {\displaystyle \alpha } (då sfärens tangentplan i {\displaystyle A} är parallellt med xy-planet). 
Eftersom {\displaystyle |{\overline {OA}}|=|{\overline {OB}}|=|{\overline {OC}}|=1} och {\displaystyle |{\overline {ON}}|=\sin b} fås koordinaterna  {\displaystyle (x,\ y,\ z)} för triangelhörnen:
{\displaystyle A:\ (x_{A},\ y_{A},\ z_{A})=(0,\ 0,\ 1)}
{\displaystyle B:\ (x_{B},\ y_{B},\ z_{B})=(\sin c,\ 0,\ \cos c)}
{\displaystyle C:\ (x_{C},\ y_{C},\ z_{C})=(|{\overline {ON}}|\cdot \cos \alpha ,\ |{\overline {ON}}|\cdot \sin \alpha ,\ \cos b)=(\sin b\cos \alpha ,\ \sin b\sin \alpha ,\ \cos b)}
Skalärprodukten {\displaystyle {\vec {OB}}\cdot {\vec {OC}}} ges dels av:
{\displaystyle {\vec {OB}}\cdot {\vec {OC}}=|{\overline {OB}}|\cdot |{\overline {OC}}|\cdot \cos a=1\cdot 1\cdot \cos a=\cos a}
och dels av:
{\displaystyle {\vec {OB}}\cdot {\vec {OC}}=x_{B}x_{C}+y_{B}y_{C}+z_{B}z_{C}=\sin c\sin b\cos \alpha +0\cdot \sin b\sin \alpha +\cos c\cos b=\sin c\sin b\cos \alpha +\cos c\cos b}
vilket (med smärre omstuvning av högerledet) ger:
{\displaystyle \cos a=\cos b\cos c+\sin b\sin c\cos \alpha }

### Härledning med elementär trigonometri

Figur 3.

Figur 4.

Nedan ges ett enkelt geometriskt bevis baserat på elementär trigonometri för att {\displaystyle \cos c=\cos a\cdot \cos b+\sin a\cdot \sin b\cdot \cos \gamma } i det fall inga "sidor" överstiger 90°. Bevis för övriga vinklar i triangeln är analoga.
Betrakta den röda sfäriska triangeln {\displaystyle ABC} på en enhetssfär (med origo i {\displaystyle O}) i figur 3. I inledningen noterades att {\displaystyle a=\angle BOC}, {\displaystyle b=\angle AOC} och  {\displaystyle c=\angle AOB}. 
Eftersom det är en enhetssfär är {\displaystyle |{\overline {OA}}|=|{\overline {OB}}|=|{\overline {OC}}|=1}. 
Punkten {\displaystyle F} är fotpunkt till {\displaystyle A} på ytan {\displaystyle OBC}, {\displaystyle E} är fotpunkt till {\displaystyle A} och {\displaystyle F} på {\displaystyle {\overline {OC}}}, {\displaystyle D} är fotpunkt till {\displaystyle A} och {\displaystyle F} på {\displaystyle {\overline {OB}}} och {\displaystyle G} är fotpunkt till {\displaystyle E} på {\displaystyle {\overline {OB}}}. 
Eftersom {\displaystyle {\overline {OC}}} är en radie i sfären är vinkeln {\displaystyle \gamma =\angle AEF}. 
Då fås nu ur figur 3:
{\displaystyle a=\angle EOG={\frac {\pi }{2}}-\angle OEG=\angle FEG}
{\displaystyle b=\angle AOE}
{\displaystyle c=\angle AOB} (enligt ovan)
{\displaystyle \gamma =\angle AEF} (enligt ovan)
Samtidigt gäller att
{\displaystyle (1)\ |{\overline {OD}}|=|{\overline {OG}}|+|{\overline {GD}}|}
där:
{\displaystyle (2)\ |{\overline {OD}}|=\cos c}
{\displaystyle (3)\ |{\overline {OG}}|=|{\overline {OE}}|\cdot \cos a=\cos b\cdot \cos a}
{\displaystyle (4)\ |{\overline {GD}}|=|{\overline {EF}}|\cdot \sin \angle FEG=}
{\displaystyle =|{\overline {EF}}|\cdot \sin a=|{\overline {AE}}|\cdot \cos \angle AEF\cdot \sin a=}
{\displaystyle =|{\overline {AE}}|\cdot \cos \gamma \cdot \sin a=\sin b\cdot \cos \gamma \cdot \sin a}
Så genom att sätta in formlerna (2), (3) och (4) i (1) och stuva om lite på ordningen fås alltså:
{\displaystyle \cos c=\cos a\cdot \cos b+\sin a\cdot \sin b\cdot \cos \gamma }
Om {\displaystyle \gamma =90^{\circ }} sammanfaller {\displaystyle E} och {\displaystyle F} och (då {\displaystyle \cos 90^{\circ }=0})
{\displaystyle \cos c=|{\overline {OD}}|=|{\overline {OF}}|\cdot \cos a=\cos b\cdot \cos a\ (=\cos a\cdot \cos b+\sin a\cdot \sin b\cdot \cos 90^{\circ })}
Det vill säga "den sfäriska varianten av Pythagoras sats".
Om {\displaystyle \gamma >90^{\circ }} (se figur 4) faller {\displaystyle F} utanför {\displaystyle \triangle OBC} vilket leder till:
{\displaystyle (5)\ |{\overline {OD}}|=|{\overline {OG}}|-|{\overline {GD}}|} och
{\displaystyle (6)\ |{\overline {EF}}|=|{\overline {AE}}|\cdot \cos \angle AEF=|{\overline {AE}}|\cdot \cos \left({\frac {\pi }{2}}-\gamma \right)=-|{\overline {AE}}|\cdot \cos \gamma }
Uttrycken (2) och (3) ovan förblir oförändrade men i stället för (4) fås på grund av (6):
{\displaystyle (7)\ |{\overline {GD}}|=|{\overline {EF}}|\cdot \sin \angle FEG=|{\overline {EF}}|\cdot \sin a=|{\overline {AE}}|\cdot \cos \angle AEF\cdot \sin a=-|{\overline {AE}}|\cdot \cos \gamma \cdot \sin a=-\sin b\cdot \cos \gamma \cdot \sin a}
Så genom att sätta in (2), (3) och (7) i (5) (och återigen stuva om lite på ordningen) fås återigen:
{\displaystyle \cos c=\cos a\cdot \cos b+\sin a\cdot \sin b\cdot \cos \gamma }
Det kan också konstateras att en sfärisk triangel på en enhetssfär med alla sidor kortare än π/2 endast kan ha en hörnvinkel som är större än 90°.
Om denna enda hörnvinkel som är större än 90° skulle vara vinkel α i figur 2, syns direkt att det inte påverkar härledningen. Skulle den vara β får härledningen göras utifrån B:s fotpunkt på ytan OAC i stället. γ visades ovan med hjälp av figur 4.
Det kan konstateras att satsen även gäller för "komplementtriangeln" (det icke blåfärgade området i figur 1). Denna har ju också sidlängderna a, b och c. Hörnvinklarna är dock de yttre vinklarna: 360°- α, 360° - β och 360° - γ. Men eftersom cos(360°-x)=cos(-x)=cos(x) gäller satsen.
Således är det visat att den sfäriska cosinussatsen gäller för alla sfäriska trianglar (på en enhetssfär) vars alla sidor är kortare än π/2.

## Den duala cosinussatsen

Figur 5.

För den polära triangeln {\displaystyle \triangle A'B'C'} till {\displaystyle \triangle ABC} (se figur 5) gäller:
{\displaystyle {\begin{alignedat}{3}\alpha '&=\pi -a,&\qquad \beta '&=\pi -b,&\qquad \gamma '&=\pi -c,\\a'&=\pi -\alpha ,&b'&=\pi -\beta ,&c'&=\pi -\gamma \end{alignedat}}}
Eftersom den sfäriska cosinussatsen även gäller för den polära triangeln får vi:
{\displaystyle \cos c'=\cos a'\cdot \cos b'+\sin a'\cdot \sin b'\cdot \cos \gamma '\Leftrightarrow }
{\displaystyle \cos \left(\pi -\gamma \right)=\cos \left(\pi -\alpha \right)\cdot \cos \left(\pi -\beta \right)+\sin \left(\pi -\alpha \right)\cdot \sin \left(\pi -\beta \right)\cdot \cos \left(\pi -c\right)\Leftrightarrow }
{\displaystyle -\cos \gamma =\left(-\cos \alpha \right)\cdot \left(-\cos \beta \right)+\sin \alpha \cdot \sin \beta \cdot \left(-\cos c\right)\Leftrightarrow }
{\displaystyle -\cos \gamma =\cos \alpha \cdot \cos \beta -\sin \alpha \cdot \sin \beta \cdot \cos c\Leftrightarrow }
{\displaystyle \cos \gamma =-\cos \alpha \cdot \cos \beta +\sin \alpha \cdot \sin \beta \cdot \cos c}

## Samband mellan den sfäriska och den plana cosinussatsen
I inledningen nämndes att då "sidorna" a, b och c representerar allt mindre vinklar i origo, så närmar sig den sfärsika cosinussatsen den plana. Så för mycket små vinklar a, b och c:
De båda maclaurinutvecklingarna:
{\displaystyle \cos x=\sum _{n=0}^{\infty }{\frac {(-1)^{n}}{(2n)!}}x^{2n}=1-{\frac {x^{2}}{2!}}+{\frac {x^{4}}{4!}}-{\frac {x^{6}}{6!}}-\cdots ,\quad \forall x}
{\displaystyle \sin x=\sum _{n=0}^{\infty }{\frac {(-1)^{n}}{(2n+1)!}}x^{2n+1}=x-{\frac {x^{3}}{3!}}+{\frac {x^{5}}{5!}}-{\frac {x^{7}}{7!}}+\cdots ,\quad \forall x}
kan skrivas som ("approximationerna för små vinklar"):
{\displaystyle \cos x=1-{\frac {x^{2}}{2}}+O\left(x^{4}\right)}
{\displaystyle \sin x=x+O\left(x^{3}\right)}
där {\displaystyle O(x^{n})} är stora ordo.
Om vi applicerar detta på sinus och cosinus för a, b och c i den sfäriska satsen får vi:
{\displaystyle 1-{\frac {c^{2}}{2}}+O\left(c^{4}\right)=\left(1-{\frac {a^{2}}{2}}+O\left(a^{4}\right)\right)\left(1-{\frac {b^{2}}{2}}+O\left(b^{4}\right)\right)+\left(a+O\left(a^{3}\right)\right)\left(b+O\left(b^{3}\right)\right)\cos(\gamma )}
Med {\displaystyle {\frac {a^{2}b^{2}}{4}}=O\left(a^{2}b^{2}\right)} får vi:
{\displaystyle 1-{\frac {c^{2}}{2}}+O\left(c^{4}\right)=1-{\frac {a^{2}}{2}}-{\frac {b^{2}}{2}}+{\cancel {O\left(a^{2}b^{2}\right)}}+O\left(a^{4}\right)+O\left(b^{4}\right)+{\cancel {O\left(a^{4}b^{2}\right)}}+{\cancel {O\left(a^{2}b^{4}\right)}}+{\cancel {O\left(a^{4}b^{4}\right)}}+}
{\displaystyle +ab\cos(\gamma )+\cos(\gamma )\left({\cancel {O\left(a^{3}b\right)}}+{\cancel {O\left(ab^{3}\right)}}+{\cancel {O\left(a^{3}b^{3}\right)}}\right)}
De ordon som innehåller både a och b domineras antingen av {\displaystyle O\left(a^{4}\right)} eller av {\displaystyle O\left(b^{4}\right)}  och kan därför inneslutas i antingen den ena eller andra av dessa och därför i deras summa. Uttrycket kan sedan förenklas till 
{\displaystyle c^{2}=a^{2}+b^{2}-2ab\cos \gamma +O\left(a^{4}\right)+O\left(b^{4}\right)+O\left(c^{4}\right).}

## Tillämpningar
Den sfäriska cosinussatsen kan användas för att beräkna en hörnvinkel om de tre sidorna i en sfärisk triangel är givna, eller beräkna den återstående sidan om två sidor och den mellanliggande hörnvinkeln är givna. Övriga hörnvinklar beräknas lämpligen med någon av de sfäriska cotangensformlerna eller med den sfäriska sinussatsen som är enklare.
Den duala cosinussatsen kan på motsvarande sätt användas om de tre hörnvinklarna är givna (till skillnad från en plan triangel är sidorna i en sfärisk triangel bestämda om alla tre hörnvinklarna är det) eller om två hörnvinklar och den mellanliggande sidan är given. Även här används lämpligen cotangensformlerna eller den sfäriska sinussatsen för att beräkna de båda övriga sidorna.
Övriga fall löses med hjälp av Napiers analogier.

### Astronomi
Inom astronomi kan den sfäriska cosinussatsen användas för att beräkna vinkelavståndet mellan två objekt på himmelssfären:
Betrakta den sfäriska triangeln med hörnet A i norra himmelspolen och hörnen B och C i respektive objekt (som i figur 2). Vinken α blir då lika med skillnaden i rektascension (RA) för objekten, medan b och c anger objektens polvinklar (b är polvinkeln för C, medan c är polvinkeln för B). Sidan a anger då vinkelavståndet θ mellan objekten. Alltså:
{\displaystyle \cos \theta =\cos b\cdot \cos c+\sin b\cdot \sin c\cdot \cos \alpha \Leftrightarrow }
Eftersom polvinken är lika med {\displaystyle 90^{\circ }-\delta _{X}}, där {\displaystyle \delta _{X}} betecknar deklinationen för objektet X, ger detta:
{\displaystyle \cos \theta =\cos \left(90^{\circ }-\delta _{C}\right)\cdot \cos \left(90^{\circ }-\delta _{B}\right)+\sin \left(90^{\circ }-\delta _{C}\right)\cdot \sin \left(90^{\circ }-\delta _{B}\right)\cdot \cos \alpha \Leftrightarrow }
{\displaystyle \cos \theta =\sin \delta _{C}\cdot \sin \delta _{B}+\cos \delta _{C}\cdot \cos \delta _{B}\cdot \cos \alpha }
där {\displaystyle \alpha =RA_{B}-RA_{C}}.
Om det ena objektet byts ut mot zenit, kan omvandlingar mellan ett objekts horisontella och ekvatoriella koordinater göras.

### Geodesi
På motsvarande sätt kan vinkelavstånd mellan orter på en sfärisk jord beräknas (deklination motsvarar då latitud, {\displaystyle \phi }, och rektascension longitud, {\displaystyle \lambda }) och ur detta fås avståndet "fågelvägen" längs jordytan, {\displaystyle \Delta _{BC}} genom att multiplicera med jordradien, {\displaystyle R_{e}}:
{\displaystyle \Delta _{BC}=R_{e}\cdot \arccos \left(\sin \phi _{B}\cdot \sin \phi _{C}+\cos \phi _{B}\cdot \cos \phi _{C}\cdot \cos \left(\lambda _{B}-\lambda _{C}\right)\right)}

### Navigation
För navigationsändamål gör denna kunskap om vinkelavståndet mellan farkostens nuvarande position och destinationen vidare att bäringen till destinationen kan beräknas med den sfäriska cosinussatsen. Så om A ligger i Nordpolen, C i positionen och B i destinationen fås bäringen ur γ (bäring betecknas även den liksom vinkelavståndet med θ, så här behålls γ för bäringen). Ekvationen för cos(c) stuvas därför om till:
{\displaystyle cos\gamma ={\frac {\cos c-\cos a\cos b}{\sin a\sin b}}}
där ({\displaystyle \phi } betecknar latitud):
{\displaystyle a=\theta }
{\displaystyle b=90^{\circ }-\phi _{C}} och
{\displaystyle c=90^{\circ }-\phi _{B}}
Insättning av uttrycken för b och c ger, efter förenkling:
{\displaystyle \gamma =\arccos {\frac {\sin \phi _{B}-\cos \theta \sin \phi _{C}}{\sin \theta \cos \phi _{C}}}}
Notera att vi får två olika bäringar inom 360°, dels γ och dels 360° - γ. Det första värdet gäller om destinationen ligger östligare än positionen, det andra om destinationen ligger västligare.
Notera även att nya bäringar kontinuerligt måste beräknas och kursen (i förhållande till kompassen/nordriktningen) läggas om allteftersom man färdas för att man skall fortsätta rakt fram längs storcirkeln och nå målet (om man inte följer en meridian eller ekvatorn), eftersom en storcirkel (ekvatorn undantagen) inte skär meridianerna i samma vinkel (en kurva som gör detta kallas loxodrom och leder i allmänhet till att man i spiral närmar sig endera av polerna).

### Övriga tillämpningar

#### Solfångare och solpaneler

Figur 6.

Solstrålningens infallsvinkel för en plan solfångare eller solpanel kan beräknas med den sfäriska cosinussatsen enligt:
{\displaystyle \cos(i)=\cos(z)\cdot \cos(z_{C})+\cos(a-a_{C})\cdot \sin(z)\cdot \sin(z_{C})},
eller, med {\displaystyle z=90^{\circ }-h} och {\displaystyle z_{C}=90^{\circ }-h_{C}}:
{\displaystyle \cos(i)=\sin(h)\cdot \sin(h_{C})+\cos(a-a_{C})\cdot \cos(h)\cdot \cos(h_{C})},
där {\displaystyle i} är infallsvinkeln, {\displaystyle z} och {\displaystyle z_{C}}är zenitvinkeln för solen respektive solfångarens(-panelens) normalvektor, {\displaystyle h} och {\displaystyle h_{C}}är motsvarande höjdvinklar (altituder) och {\displaystyle a} och {\displaystyle a_{C}} är azimutvinklarna för solen respektive solfångarens normalvektor. (Azimuten anges vanligen i förhållande till sydriktningen på norra halvklotet vid solfångartillämpningar.)
Med beteckningar enligt figur 6 (z-axeln motsvarar lodlinjen och x- och y-axlarna spänner upp horisontalplanet): Vi har här en triangel på himmelssfären (vars medelpunkt, O, ligger på den grå solfångarens, eller -panelens, yta) som definieras av lodlinjen (riktningen till zenit, OA), riktningen till solen (OB) och solfångarpanelens normalvektor (OC). Infallsvinkeln är den vinkel (i) som solstrålningen bildar mot solfångarpanelens normalvektor. De båda övriga triangelsidorna utgörs av solens zenitvinkel (z) och panelnormalens zenitvinkel (zC). Vinkeln mellan dessa båda sidor i zenit (A) är skillnaden i azimut mellan solen (a) och panelnormalen (aC). Substitution av 90°-höjdvinkeln = zenitvinkeln via cos(90°-x) = sin(x) och sin(90°-x) = cos(x) ger den andra formeln ovan.

## Historia
Den sfäriska cosinussatsen förekommer i igenkännbar form hos Regiomontanus i bok fem av dennes De triangulis omnimodis från 1464, dock med användande av sinus versus i stället för cosinus. I vilken mån Regiomontanus formulering är "densamma" som Al-Battanis (i Kitāb az-Zīj, cirka 900), och därför även huruvida Al-Battani rent av skall anses vara först med satsen, är något omdiskuterat. Regiomontanus var väl förtrogen med Al-Battanis verk (och ägde själv två exemplar; varav det ena "återutgavs" med Regiomontanus kommentarer 1537), i vilket beräkning av solens azimut med hjälp av latituden, altituden och deklinationen på ett sätt som överensstämmer med satsen beskrivs.